# Подставная тётка
«Подставная тётка» (исп. La tía fingida) — испанская новелла, написанная в начале XVII века и впервые опубликованная в 1787 году. По мнению ряда учёных, её автором является Мигель де Сервантес. Эта гипотеза связана с определённым стилистическим сходством, а также с тем, что текст «Подставной тётки» был найден в рукописи XVII века, где фигурировали также «Ринконете и Кортадильо» и «Ревнивый эстремадурец». Единодушной поддержки предположение об авторстве Сервантеса не нашло, многие сервантисты высказываются против. Тем не менее «Подставную тётку» часто публикуют как приложение к «Назидательным новеллам».